# 古都 (1980年の映画)
『古都』（こと）は、1980年製作の日本映画。原作は川端康成の同名小説。監督は市川崑。山口百恵が二役で主演している。文部省選定。優秀映画鑑賞会推薦。公開時の惹句は「娘ごころより女ごころがいい。」。

## キャスト
- 佐田千重子（京呉服問屋の一人娘）、苗子（北山杉の村娘）一人二役：山口百恵（影武者として白貝真理子）
- 清作：三浦友和
- 佐田太吉郎：實川延若
- 佐田しげ：岸惠子
- 水木竜助：沖雅也
- 水木真一：北詰友樹
- 大友秀男：石田信之
- 水木弥平：加藤武
- 大友宗蔵：浜村純
- 遠藤：小林昭二
- 遠藤の奥さん：三條美紀
- 剣持：常田富士男
- 正子：泉じゅん
- お茶屋のおかみ：宝生あやこ
- 芸姑：山本ゆか里
- 村の娘：富沢亜古、八木景子
- スタント：和久陣六
- 役名不明：浅見小四郎、八木田方壽、大原穣子、市川千恵子、大山豊、辻喬次郎、末永あつ子、高峰純平、岸祐一、下川洋一、戸田まり、平野功、長岡憲彦、佐藤卓二、依田英助、岸野一彦、森篤夫、栖原こずえ

## スタッフ
- 監督：市川崑
- 製作：堀威夫、笹井英男
- 製作補佐：金沢博
- 原作：川端康成
- 脚本：日高真也、市川崑
- 音楽：田辺信一
- 主題歌：山口百恵「子守唄（ララバイ）」
  - 作詞：阿木燿子
  - 作曲：佐々木勉
  - 編曲：田辺信一
  - 唄：山口百恵（CBSソニー）
- 撮影：長谷川清
- 照明：加藤松作
- 美術：坂口岳玄
- 録音：大橋鉄矢
- 編集：長田千鶴子
- 琴：山田節子
- 衣装考証：朝倉摂
- 衣装：中山邦夫
- 衣装協力：三松
- 方言指導：大原穣子
- 合成：三瓶一信
- 効果：東洋音響
- タイトル：デン・フィルム・エフェクト
- 記録：土屋テル子
- 助監督：川崎善広
- 製作担当：岩上昭彦
- スチール：橋山直己
- 録音：にっかつスタジオセンター
- 現像：東洋現像所
- 製作プロダクション：ホリ企画制作

## 製作
山口百恵の引退記念作としてホリプロが企画制作。原作の映画化と山口の一人二役は先行して決定され、撮影は日活調布撮影所で行われた。監督を担当した市川崑は、本作以前から山口の演者としての高い力量を評価し、東宝の金田一耕助シリーズや、吉川英治原作の『牢獄の花嫁』の映画化の企画が上がった際などに出演を打診していた。しかし当時、山口を主演起用することにメリットを見出していたホリプロにすべて断られていた。市川自身は題材となった原作には難色を示し「気分が乗らなかった」と後年に述懐しているが、その市川が「100点満点でした」と評価するほど山口の演技は素晴らしく、山口が提案した発声や動作のパターンを市川が選りすぐって撮影する方式で進められたが、二役の山口が同時に鏡に映りこむ場面や傘を手渡す場面の撮影は、ビデオ合成が導入される前のオプチカル合成だったために難航し、幾度となく撮り直しが行われた。本作は東宝からの要請で1：1.5東宝ワイドフレーム方式の画面サイズで上映するために、撮影はスタンダードで行い、ワイド上映設備を持つ都市部の直営館などでは上下にマスクをかけて横長で上映できるよう、照明と構図がワイドでもスタンダードでも上映できる複雑な撮り方が行われている。

## 興行成績
山口百恵主演作では最大の配収10億5000万円の大ヒットではあったが、百恵の引退興行でもあり、ホリプロ・東宝とも配収15億円ぐらいいくのではないかと予想していた。

## 受賞
- 文化庁優秀映画選出